# Bastia lineata
Bastia lineata is een hooiwagen uit de familie Sclerosomatidae. De wetenschappelijke naam van Bastia lineata gaat terug op Roewer.